# 膀爷

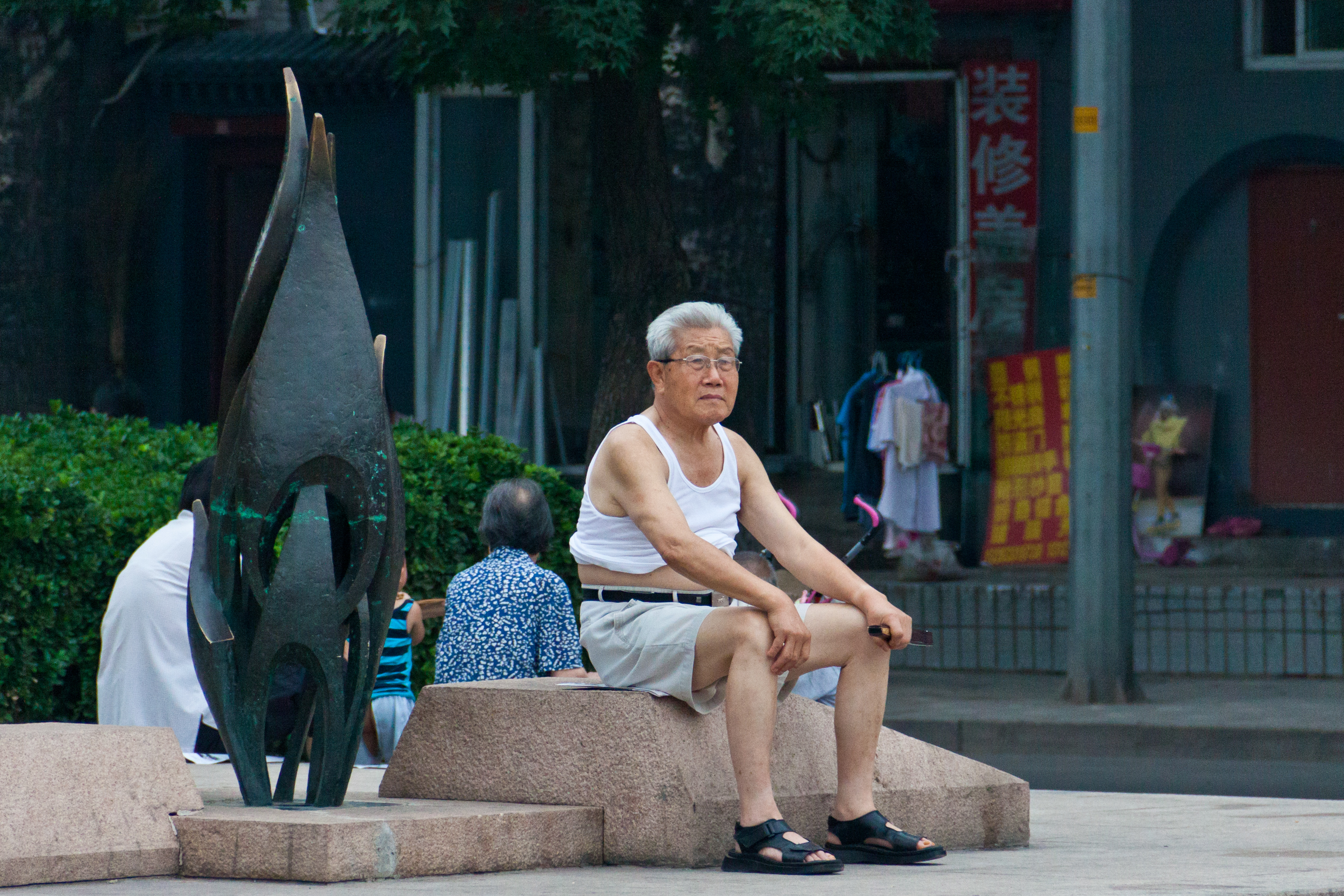
北京皇城根遗址公园内的一名老年膀爺，将汗背心卷起

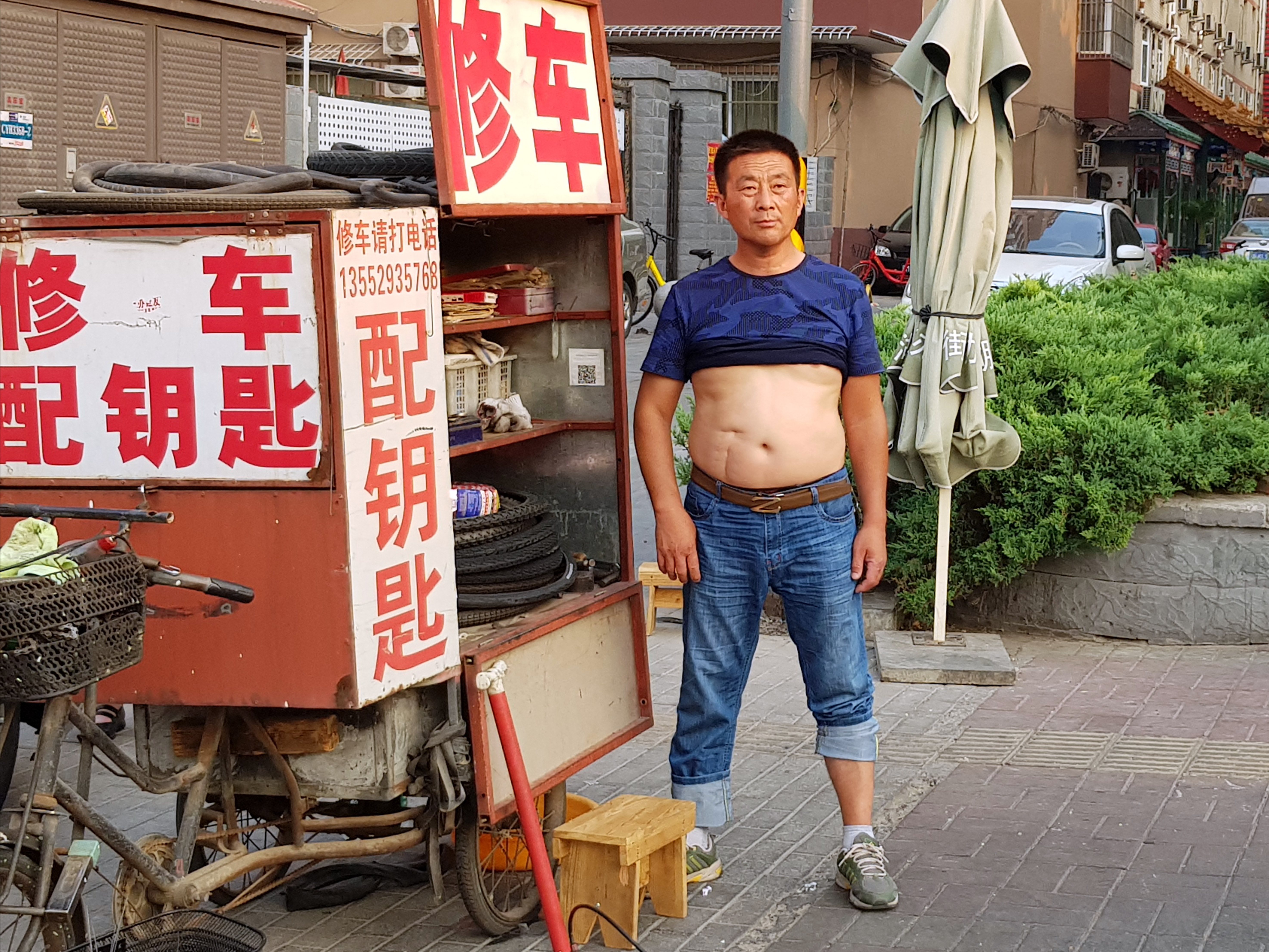
北京比基尼示例

膀爷是将上衣卷起露出腹部的不文明现象，尤其是在炎热的夏季。英文世界则使用北京比基尼（英語：Beijing bikini）来指代这种现象。

## 做法

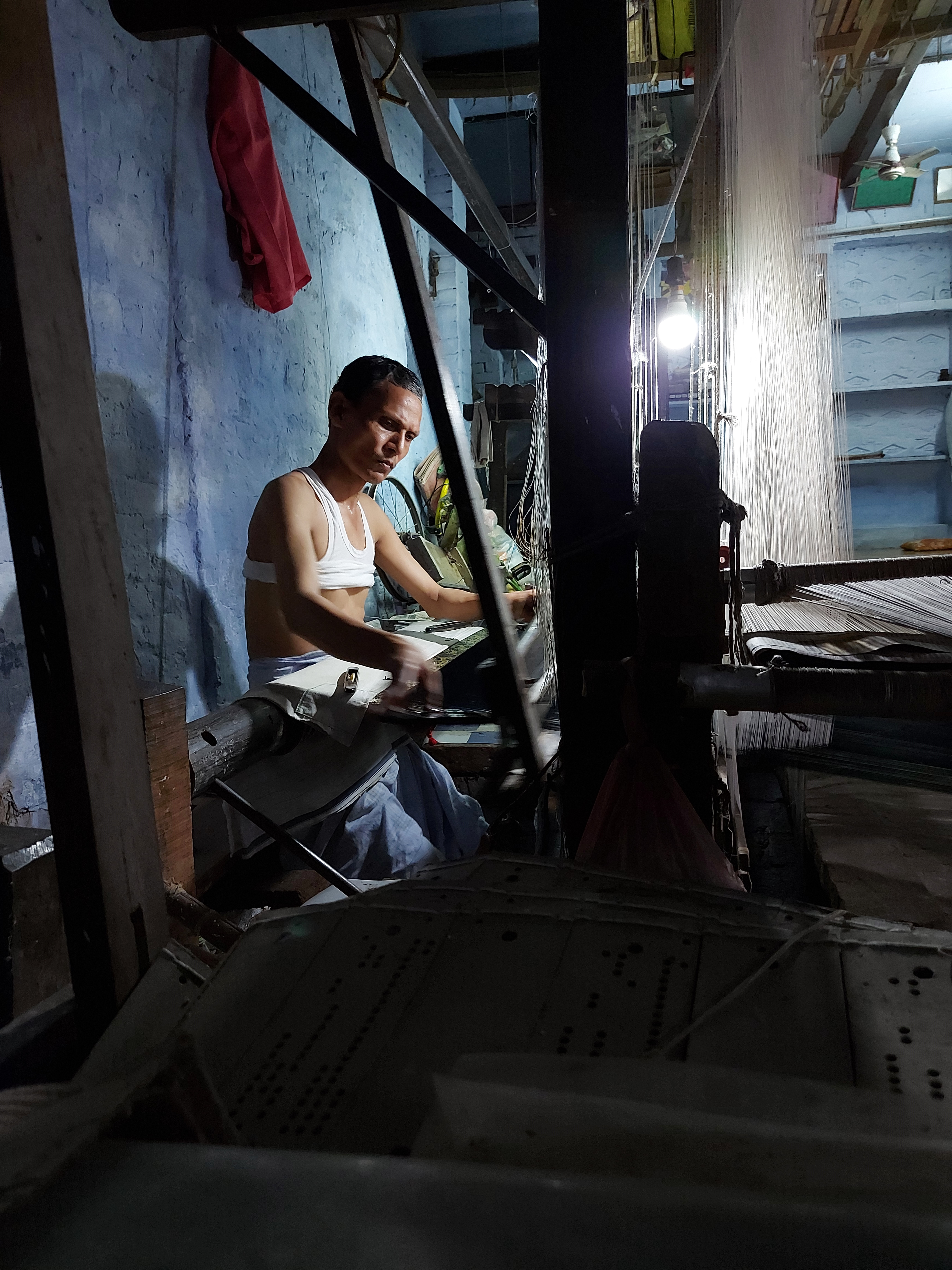
印度北方邦瓦拉纳西的手摇织机织工，其汗背心穿法与膀爺类似。

膀爺是指中国城市中的男性在炎热的夏季卷起上衣露出腹部的做法，包括在公园、街角、摩托车以及露天餐厅。这种做法在国际上也得到了关注，曾有中国游客在纽约市的艺术博物馆、伦敦的白金汉宫和巴黎的埃菲尔铁塔等地标性建筑中當起膀爺。
根据中医传统，露出腹部的做法被认为可以促进温暖的“气”能量在内脏器官周围循环。因此，男士通常会毫不犹豫地卷起上衣，拥抱这种文化信仰。

## 公众认知
虽然支持者认为它在管理高温方面有实际好处，但这种做法面临来自社会阶层的批评，认为它不雅。社会规范不鼓励女性参与类似的展示。
2019年，《北京青年报》采访济南市文明部门的一位发言人，该发言人称膀爺影响了“城市形象以及公众的认知和感觉”。他还提到，近年来这种做法显着减少。

## 禁令和法规
中国多个城市以对公共礼仪和卫生的担忧为由，采取了严格的措施来遏制公共场合赤膊上阵和其他形式的随意暴露。
2019年7月，为响应流行的夏季习俗，济南市当局发布通知，严禁在公共场所赤膊和暴露身体部位。此举旨在解决官员们所说的损害城市形象的“不文明行为”。当局特别点名了该市的膀爷，指责他们玷污了这座城市的形象。此举在社交媒体上引发了争论，一些人批评这些规定过分。天津市和邯郸市等其他城市也实施了类似的规定。
2020年4月，北京市要求居民必须穿着得体，避免在公共场合赤膊上阵，以加强源自中国的新冠肺炎疫情的公共卫生。该指令专门针对膀爺。